# Jan Pesman
Jan Sijbrand Pesman (* 4. Mai 1931 in Stedum; † 23. Januar 2014 in Delfzijl) war ein niederländischer Eisschnellläufer.

## Werdegang
Pesman nahm von 1954 bis 1963 an nationalen Wettbewerben teil und trat international erstmals in der Saison 1956/57 in Erscheinung. Dabei belegte er bei der Mehrkampfeuropameisterschaft 1957 in Oslo den zehnten Platz und bei der Mehrkampfweltmeisterschaft 1957 in Göteborg den 14. Rang im Großen Vierkampf. In den folgenden Jahren lief er bei der Mehrkampfeuropameisterschaft 1958 in Eskilstuna auf den 29. Platz, bei der Mehrkampfweltmeisterschaft 1958 in Helsinki auf den 15. Rang und bei der Mehrkampfeuropameisterschaft 1959 in Göteborg sowie bei der Mehrkampfweltmeisterschaft 1959 in Oslo jeweils auf den fünften Platz im Großen Vierkampf. Nach Platz 12 im Großen Vierkampf bei der Mehrkampfeuropameisterschaft 1960 in Oslo zu Beginn der Saison 1959/60, errang er bei der Mehrkampfweltmeisterschaft 1960 in Davos den sechsten Platz im Großen Vierkampf. Letztmals international startete er bei den folgenden Olympischen Winterspielen in Squaw Valley. Dort kam er auf den 33. Platz über 500 m und auf den 12. Rang über 10.000 m. Im Lauf über 5000 m gewann er mit einer Zeit von 8:05,1 Minuten die Bronzemedaille. Seine beste Platzierung bei niederländischen Mehrkampfmeisterschaften erreichte er im Jahr 1955 mit dem neunten Platz.

## Erfolge

### Olympische Spiele
- 1960 Squaw Valley: 3. Platz 5000 m, 12. Platz 10.000 m, 33. Platz 500 m

### Mehrkampf-Weltmeisterschaften
- 1957 Östersund: 14. Platz Großer Vierkampf
- 1958 Helsinki: 15. Platz Großer Vierkampf
- 1959 Oslo: 5. Platz Großer Vierkampf
- 1960 Davos: 6. Platz Großer Vierkampf

### Mehrkampf-Europameisterschaften
- 1957 Oslo: 10. Platz Großer Vierkampf
- 1958 Eskilstuna: 29. Platz Großer Vierkampf
- 1959 Göteborg: 5. Platz Großer Vierkampf
- 1960 Oslo: 12. Platz Großer Vierkampf

## Persönliche Bestleistungen
| Disziplin | Zeit        | Datum            | Ort          |
| --------- | ----------- | ---------------- | ------------ |
| 500 m     | 42,5 s      | 15. Februar 1960 | Squaw Valley |
| 1000 m    | 1:47,4 min  | 4. März 1955     | Midwolda     |
| 1500 m    | 2:11,0 min  | 17. Februar 1960 | Squaw Valley |
| 3000 m    | 4:46,9 min  | 16. Januar 1960  | Stange       |
| 5000 m    | 7:46,7 min  | 16. Februar 1960 | Squaw Valley |
| 10.000 m  | 16:41,0 min | 27. Februar 1960 | Squaw Valley |